# Claudio Terzi
Claudio Terzi (* 19. Juni 1984 in Mailand) ist ein italienischer Fußballspieler.

## Karriere
Claudio Terzi begann seine Profikarriere im Jahr 2002 beim FC Bologna. In seiner ersten Spielzeit absolvierte er drei Partien und erreichte mit Bologna den 11. Rang in der Serie A. Auch in der darauffolgenden Saison erhielt er nur sporadisch Einsätze im Profiteam und wurde für die Spielzeit 2004/05 zum SSC Neapel verliehen. Bei Neapel bestritt er 15 Ligaspiele, in denen ihm ein Treffer gelang, und kehrte danach zu Bologna zurück. Zwar erhielt er in der Saison 2005/06 in der Serie B 16 Einsätze bei Bologna, er konnte sich jedoch noch nicht im Stammkader der Emilianer etablieren. In der folgenden Saison gelang Terzi der Durchbruch, als er 35 Partien absolvierte und mit dem FC Bologna die Spielzeit auf dem siebten Rang der zweithöchsten italienischen Liga beendete.
In der Saison 2007/08 schaffte der Abwehrspieler in seiner fünften Spielzeit bei den Emilianern endlich den Aufstieg in die Serie A und konnte in der folgenden Saison den Klassenerhalt mit Bologna sicherstellen. Im Sommer 2009 wurde sein Transfer zum italienischen Serie-A-Verein AC Siena bekanntgegeben, im Gegenzug wechselte Daniele Portanova von den Toskanern zum FC Bologna. Auch in Siena zählt Terzi zur Stammformation, stieg jedoch als Zweitletzter der Saison 2009/10 mit den Toskanern in die Serie B ab.
Am 19. Juli 2013 unterschrieb Terzi einen Vier-Jahres-Vertrag beim US Palermo.

## Erfolge
- Italienischer Zweitligameister: 2013/14